# 派恩里奇 (阿拉巴马州)
派恩里奇（英文：Pine Ridge），是美国阿拉巴马州下属的一座城市。面积约为1.3平方英里（约合3.36平方公里）。根据2010年美国人口普查，该市有人口282人，人口密度为217.26/平方英里（约合83.93/平方公里）。